# John Travers (Leichtathlet)
John Travers (* 16. März 1991 in Dublin) ist ein irischer Leichtathlet, der im Mittel- und Langstreckenlauf an den Start geht.

## Sportliche Laufbahn und Leben
Erste internationale Erfahrungen sammelte John Travers bei den Crosslauf-Weltmeisterschaften 2010 in Bydgoszcz, bei denen er nach 24:44 min auf dem 44. Platz im U20-Rennen landete. Im Juli startete er im 5000-Meter-Lauf bei den Juniorenweltmeisterschaften im kanadischen Moncton und erreichte dort in 14:55,12 min Rang 13. Im Jahr darauf schied er bei den U23-Europameisterschaften in Ostrava mit 3:54,31 min im Vorlauf über 1500 Meter aus. 2013 verpasste er bei den Halleneuropameisterschaften in Göteborg mit 8:23,83 min den Finaleinzug im 3000-Meter-Lauf und im Jahr darauf schied er bei den Europameisterschaften in Zürich im 1500-Meter-Lauf mit 3:49,73 min in der ersten Runde aus. 2015 belegte er bei den Halleneuropameisterschaften in Prag in 341,50 min den siebten Platz über 3000 Meter und nahm anschließend an der Sommer-Universiade in Gwangju teil und wurde dort in 3:42,63 min Achter über 1500 Meter. 2017 erreichte er bei den Halleneuropameisterschaften in Belgrad in 3:53,11 min den elften Platz über 1500 Meter und im September siegte er in 1:07:42 h beim Charleville Half Marathon. Auch ein Jahr später siegte er dort und verbesserte sich dort auf 1:04:23 h. 2019 verpasste er bei den Halleneuropameisterschaften in Glasgow mit 8:12,54 min den Finaleinzug über 3000 Meter und bei den Crosslauf-Europameisterschaften in Lissabon belegte er in 18:40 min den siebten Platz in der Mixed-Staffel. 2021 schied er bei den Halleneuropameisterschaften in Toruń mit 8:05,96 min in der Vorrunde aus.
In den Jahren 2016 und 2019 wurde Travers irischer Meister im 1500-Meter-Lauf und 2015 sowie 2017 wurde er Hallenmeister über diese Distanz. Zudem wurde er 2013 und von 2018 bis 2020 Hallenmeister über 3000 Meter.

## Persönliche Bestleistungen
- 1500 Meter: 3:37,27 min, 11. Juli 2014 in Dublin
  - 1500 Meter (Halle): 3:41,37 min, 7. März 2015 in Prag
- Meile: 3:55,44 min, 11. Juli 2014 in Dublin
  - Meile (Halle): 3:58,10 min, 20. Februar 2016 in New York City
- 3000 Meter: 7:58,51 min, 17. Juli 2013 in Dublin
  - 3000 Meter (Halle): 7:50,40 min, 20. Februar 2021 in Dublin
- 5000 Meter: 13:28,86 min, 25. Mai 2019 in Oordegem
- Halbmarathon: 1:04:23 h, 23. September 2018 in Charleville